# 千勝神社 (久喜市吉羽)
千勝神社（ちかつじんじゃ）は、埼玉県久喜市吉羽1丁目に所在する神社である。

## 概要
千勝神社はかつて埼玉郡吉羽村（明治合併以後は大字吉羽）の村社であった。所在地は吉羽土地区画整理事業が行われる以前は大字吉羽字西1545であったが、2002年（平成14年）10月26日の町名変更により吉羽1丁目311と改められた。吉羽土地区画整理以前の境内地面積は1948年（昭和23年）の時点で1042坪を有していた。神社は本来現在地よりも南に位置し、参道も100m以上あったが、1970年（昭和45年）頃の神社東側道路の拡幅工事や周辺開発などで、神社そのものを北方へと移動させるなどの工事が行われた。
境内社として雷電宮の石碑や八坂神社の社殿、稲荷社の社殿が境内地に所在している。また、1870年（明治3年）の時点で千勝神社の他、八幡神社（武甕槌命・経津主命）・鷲宮神社（天御名方命）が合祀されていたので三社大明神（さんじゃだいみょうじん）とも称されていた。境内施設として本殿、社務所、鳥居、手水舎、「天皇陛下御即位記念」と彫られた石碑、「千勝神社 社務所新築記念」と彫られた石碑、灯籠、1829年（文政12年）9月に奉納された阿形と吽形の狛犬一対、針葉樹の大木、便所などである。
祭礼は7月最初の酉の日とされている。酉の日に行われる理由として、この吉羽の千勝神社に鷲宮神社が合祀されていることに由来し、「昔、鷲宮神社の祭神が沼の向こうから賊に追われ、逃れる途中で千勝神社に宿泊し、この日が酉の日であったため酉の日に祭事が行われるようになった。」という伝承もある。行事としては大字吉羽字西地区（今日では区画整理により町名変更されている）の各家で朝に赤飯を炊き、それを子供が親戚の家に配り、昼には小麦饅頭を作り、夜にはうどんを打ち食す、晩には神社の境内および周辺の家々の道沿いに当番の人が作った灯籠が立てられ明かりがともされる、というものであった。
この祭礼の翌日に、大字吉羽字西地区（今日では区画整理により町名変更されている）では「ナイダー」という行事が行われており、流行病が地区に入らないよう悪魔除けを目的にした行事である。午前10時に男手が集まり、神社より長い数珠を皆で運び、高輪寺に置かれている鉦を先頭に叩きながら「ナイダー　ナイダー」と唱え耕地を巡回するというものである。1979年（昭和54年）頃までは名主・地主・大尽の順に廻り、その後は道なりに全戸を巡回していたが、次第に戸数が増えた関係上、全戸巡回は取り止め、8か所の辻を回り最終的に中落堀川に至り行事の終着地とするようになった。

## 八坂神社
千勝神社の境内社として八坂神社（やさかじんじゃ）が鎮座されている。
祭神は素盞鳴命であり、本殿を有している。由緒は不明である。千勝神社境内の鳥居西側（境内南西）にある。

## 稲荷神社
千勝神社の境内社として稲荷社（いなりしゃ）が鎮座されている。
この稲荷社はかつて大字吉羽字西1562に鎮座されていたが、1984年（昭和59年）に千勝神社に合祀され、千勝神社境内の北西側に遷座された。祭神は倉稲魂命であり、遷座以前の境内地は1948年（昭和23年）の時点で75坪であった。

## 市内の千勝神社
- 千勝神社 (久喜市本町) - 本町6丁目に所在。
- 千勝社 (久喜市上早見) - 上早見字新田に所在。
- 千勝神社 (久喜市中妻) - 中妻に所在。
- 千勝神社 (久喜市伊坂) - 伊坂に所在。